# Партизанск (станция)
Партиза́нск — крупная железнодорожная станция Владивостокского отделения Дальневосточной железной дороги; расположена на линии Угловая — Мыс Астафьева в городе Партизанске Приморского края.
До 1935 года носила название станция Сучан. В 1935—1937 гг. — станция Гамарник в честь Яна Гамарника. После того, как Гамарник был объявлен «врагом народа», станции вернули прежнее название. Современное название Партизанск станция получила в 1972 году в результате массового переименования китайских названий географических объектов.
От станции отправляются электропоезда в направлениях Владивостока и Находки.
Через станцию проходит фирменный электропоезд «Приморочка» сообщением Владивосток — Тихоокеанская.
На станции останавливается скорый поезд № 113/114 сообщением Хабаровск — Тихоокеанская.
На станции имеется железнодорожный вокзал, локомотивное депо, багажное отделение.

## Дальнее следование по станции
| № поезда | Маршрут движения          | № поезда | Маршрут движения          |
| -------- | ------------------------- | -------- | ------------------------- |
| 113      | Тихоокеанская — Хабаровск | 114      | Хабаровск — Тихоокеанская |